# Habitatge a la plaça Capdevila, 11 (Tremp)
L'Habitatge a la plaça Capdevila, 11 és un edifici de Tremp (Pallars Jussà) protegit com a Bé Cultural d'Interès Local.

## Descripció
Es tracta d'un edifici situat al cap d'una illeta, amb façanes a tres carrers. L'edifici consta d'una construcció a quatres altures, planta baixa i tres pisos. Edifici molt reformat, del que cal destacar l'arcada que s'obre a la terrassa del primer pis, que dona a la façana lateral-posterior. Diferents arcs s'obren a la planta baixa, alguns amb dovelles sobresortint. Així mateix destacar la disposició simètrica dels vans i el ràfec, amb forma d'una senzilla barbacana.